# Еганян, Гагик Кимович
Га́гик Ки́мович Еганя́н (арм. Գագիկ Եգանյան, 2 июня 1956, село Аракял, НКАО, Азербайджанская ССР, СССР) — армянский государственный деятель.

## Биография
- 1962—1972 — средняя школа №2 в Спитаке.
- 1972—1977 — экономический факультет Ереванского государственного университета. Экономист-математик.
- 1977—1981 — аспирант того же института. Кандидат экономических наук.
- 1981—1983 — преподавал в Ереванском институте народного хозяйства.
- 1983—1990 — работал в совете министров Армянской ССР.
- 1990—1991 — заместитель министра труда и социального обеспечения Армянской ССР.
- 1991—1998 — первый заместитель министра труда и социального обеспечения Армении.
- 1998—1999 — был министром труда и социального обеспечения Армении.
- С 1999 — начальник управления миграции и по вопросам беженцев при правительстве Армении.